# 高郁
高郁（9世纪—929年），扬州人，五代十国时期政权马楚的谋主，幫助马楚开国之君马殷巩固权力建立楚国。马殷晚年，为马殷之子和继承人马希声所恨，马希声假稱马殷命令，于天成四年（929年）將高郁處死。

## 建楚之前
高郁生年不详，是扬州人，明敏多略。史籍未言他如何成为马殷下属，但因为马殷自己也还是孙儒的下属时，曾在孙儒试图接管军部在扬州的淮南时在孙儒帐下作战，高郁可能那时已加入马殷军。乾宁三年（896年）九月，马殷刚被唐昭宗任为武安军留后，以高郁为谋主，署都军判官。当时马殷想送礼结好相邻军阀荆南节度使成汭和淮南节度使杨行密及广南的刘隐，高郁指出成汭地盘小军队少缺乏能力不足惧，刘隐志在五管（嶺南）而已，而杨、马所部在杨、孙争夺淮南控制权时已经结仇，试图和杨行密结盟将是徒劳的，反而强调结好朝廷、安抚百姓、操练军马。马殷采纳了这些建议。

## 楚国年间
唐朝亡于天祐四年（907年），领土被彼此敌对的政权们瓜分。马殷已是武安全权节度使，附庸于唐朝的主要继承者后梁，被后梁开国皇帝后梁太祖封为楚王，故其政权称为楚国。高郁仍为他的谋主，于开平二年（908年）六月建议允许楚人将茶叶卖给北方（即后梁），征其税以为军用。马殷从之，因而在后梁太祖同意下，在后梁都城大梁及荆、襄、唐、郢、复各州设置卖茶的官邸。在此计划下，楚国茶叶可以被船运到北方卖掉，所得的钱又能购买南方缺少的丝绸和马匹。每年还有茶叶二十五万斤作为贡品送给后梁朝廷。楚因而开始富庶。
同时，马殷不对商旅課税，以鼓励楚国境内商业。结果各地商人都来楚国经商。为从中取利，大约同光三年（925年），高郁建议马殷铸铅铁为钱，十铁钱抵一铜钱，这样楚国的钱不能在外邦使用，商人只能在离开楚之前购买货物。这種劣幣政策，使得楚国货物大賣，又能獲得缺少的資源，年收入数十万，更加富饶了。高郁又建议百姓用絲帛代替钱交赋税，湖南百姓本来不懂蚕桑，也开始学习。
这些年，马殷一直相信高郁的建议，其他王公都嫉恨高郁的能力。同光元年（923年）后梁为后唐所灭后，马殷附庸于后唐，派儿子牙内马步都指挥使馬希範入觐后唐莊宗纳贡。莊宗注意到马希範警觉机敏，试图制造不和，说：“我早就听说马氏会被高郁夺取，现在有你这样的儿子，高郁怎能得逞？”于天成四年（929年）成为楚国北面独立的荆南统治者的高季兴也试图制造关于高郁的流言，引起馬家的疑心，但马殷对流言并不在意。高季兴于是派使者送信给已被马殷任以楚国大部分国事的马殷次子节度副使马希声，称想通过马希声和高郁结为兄弟，还让使者对马希声说“高公知道楚国用高郁，大喜，认为灭亡马氏的一定是高郁。”马希声生疑，馬希範也因为庄宗之言想除去高郁。马希声妻族行军司马杨昭遂又有取代高郁的野心，也经常对马希声说高郁的坏话。马希声因而弹劾高郁奢侈僭越，交通他邦，请求诛杀。马殷拒绝，笑道：“主上征战而得天下，能用策略，因为高郁助我霸业，故欲离间罢了！就像梁朝罢王彦章兵权那样。中了此计必定要到破灭的地步，现在你诛杀高郁，正中其下怀，小心，别说了。”但马希声坚请罢其兵权，于是马殷免除高郁行军司马之位。高郁不悦，对亲信说：“我要在西山建屋養老，马家的狗崽子长大了，能咬人了。”马希声闻知，更生气了，认为父亲犹豫不决，早晚遭祸，七月或八月，诬告高郁谋反，没有预先通知马殷，就诈称马殷之命，杀了高郁及其族党，並张貼榜示，称高郁谋反。马殷年老不关注事务，不知此事，当天看到四处大雾，觉得奇怪，对左右说：“我以前跟随孙儒，他每杀害无辜，天都起大雾，难道狱中有人冤死？”次日闻高郁死，拊膺大恸：“我老成这样了，命令都不能自己下了，勋旧被杀！”看着左右说：“我也命不久了！”却没有处罚马希声。次年马殷过世。
高郁虽然有才，但性贪且奢侈，认为自己喝水的井不干净，用银叶护之，名为“拓里”，因而被忌恨者弹劾。一次辰州百姓向氏烧制出一条龙，四面风雷急雨都不能扑灭，龙很快烧成灰烬，但龙角没有烧化，晶莹如白玉。向氏把龙角当宝贝收藏起来，高郁却估其价强行买走。有术士说：“高司马这是要祸事了吗，为什么用这种不祥之物来招致厄运？”不久高郁即被诛。后来的阴晦天，还经常有人看到高郁的冤魂作祟。馬希範继位之後，临江观看竞渡，置酒未及饮，忽然惊起，看着弟弟马希广说“高郁来了！”马希广也惊道：“高郁死很久了，大王别妄言！”馬希範流鼻血，当夜就死了。

## 评价
- 司马光《资治通鉴》评价高郁“马氏之良佐也”，并认为后唐庄宗以离间计除高郁虽然最终成功，却是市井商人所为，非帝王之体。[11]
- 《十国春秋》论曰：国家之兴，岂不借有师武臣力哉！……而（李）琼之骁悍、郁之谋画、（许）德勲以威断称、（秦）彦晖以果毅著、（王）环则智深勇沉，（拓跋）恒则慷慨切直，皆一代将相才也。[12]郁劻勷帷幄，富国裕财，虽古之计然何加焉。横遭屠僇，自弃忠良，鸟尽弓藏，痛深行路，哀哉！